# Le Rock dans tous ses états
 (février 2013).
Si vous disposez d'ouvrages ou d'articles de référence ou si vous connaissez des sites web de qualité traitant du thème abordé ici, merci de compléter l'article en donnant les références utiles à sa vérifiabilité et en les liant à la section « Notes et références ».
Le Rock dans tous ses états (parfois appelé « Le RDTSE » ou simplifié en « Rock ») est un festival de musique qui avait lieu tous les étés, en dernier lieu sur l'hippodrome d'Évreux, après la maison des jeunes et de la culture à ses débuts, puis le hall des expositions. Il est organisé de 1983 à 2016, par l'association l’Abordage. À partir de 2017, il est remplacé par le festival Rock in Évreux.